# Talara aenia
Talara aenia är en fjärilsart som beskrevs av Rothschild 1913. Talara aenia ingår i släktet Talara och familjen björnspinnare. Inga underarter finns listade i Catalogue of Life.